# Karwar
Karwar (del canarés: ಕಾರವಾರ ‘Kāravāra’) करवर Kārvār) es una ciudad de la India, centro administrativo del distrito de Uttara Kannada, en el estado de Karnataka.

## Geografía
Se encuentra a una altitud de 10 m s. n. m. a 523 km de la capital estatal, Bangalore, en la zona horaria UTC+05:30.

## Demografía
Según estimación del 2011 contaba con una población de 65 799 habitantes.